# Demerson
Demerson Bruno Costa (Belo Horizonte, 1986. március 13. –) brazil labdarúgó, a Chapecoense hátvédje.

## Sikerei, díjai
- Coritiba
  - Campeonato Paranaense: 2010, 2012
  - Campeonato Brasileiro Série B: 2010

- Bahia
  - Campeonato Baiano: 2014

- Chapecoense
  - Copa Sudamericana: 2016